# Emi Nakamura

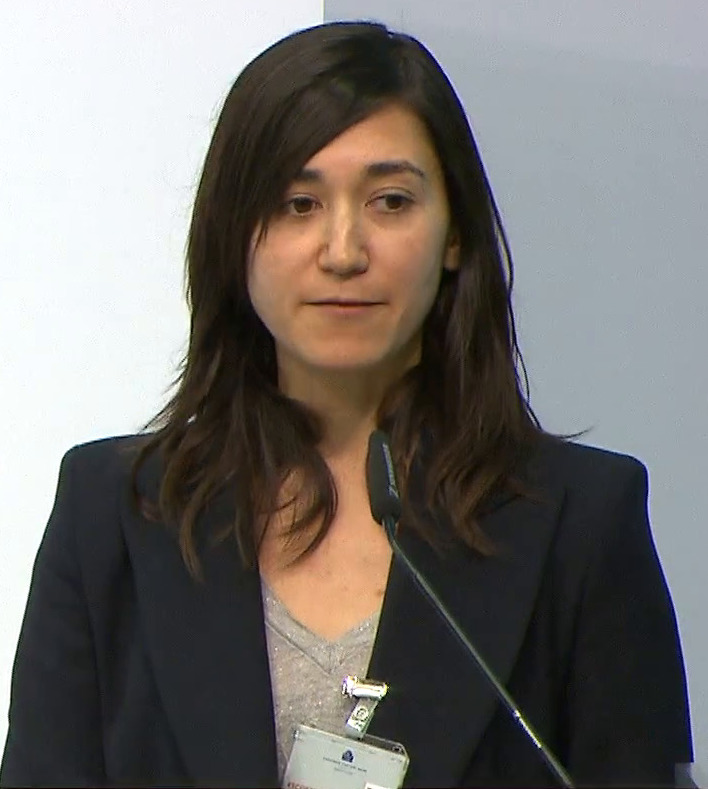
Emi Nakamura

Emi Nakamura (* Oktober 1980) ist eine US-amerikanisch-kanadische Ökonomin (Makroökonomie).
Nakamura studierte Ökonomie an der Princeton University mit dem Bachelor-Abschluss summa cum laude 2001 und erhielt 2004 einen Master-Abschluss an der Harvard University, an der sie 2007 bei Robert Barro und Ariel Pakes promoviert wurde (Price Adjustment, Pass-through and Monetary Policy). Sie war ab 2008 Assistant Professor, ab 2011 Associate Professor und ab 2017 Professor an der Columbia University und ist seit 2018 Chancellor’s Professor für Ökonomie an der University of California, Berkeley.
Sie befasst sich mit empirischen Fragen in der Makroökonomie, wie Tendenz von Preisen, konstant zu bleiben (price stickiness), Einfluss von Finanzmarktschocks und Messungenauigkeiten in offiziellen Statistiken. Nach der Laudatio für die John Bates Clark Medal hat sie das Verständnis der Preisfestsetzung von Firmen und den Effekt von Geld- und Finanzpolitik stark befördert und kreativ neue Datenquellen zur Lösung lange offener Fragen erschlossen. So benutzte sie Daten des Bureau of Labor Statistics in ihrem Aufsatz mit Jón Steinsson Five facts about prices, um die Vereinbarkeit makroökonomischer Modelle mit starrem Preisverhalten mit häufigen Preisänderungen in empirischen Daten zu vereinbaren, da diese häufig temporären Verkäufen (Rabattaktionen u. a.) entsprechen, die lange im Voraus festgelegt sind und die Untersuchung der Auswirkung makroökonomischer Maßnahmen und Rahmenbedingungen auf die Preisentwicklung verzerren. In einer weiteren Arbeit mit Steinsson Fiscal stimulus in a monetary union benutzte sie die Daten der Ausgaben des US-Militärsektors in den einzelnen Bundesstaaten der USA um den staatlichen Ausgabenmultiplikator abzuschätzen, der nach ihnen deutlich über 1 liegt. Damit bestätigten sie eine Vorhersage Keynesscher Wirtschaftstheorien. Sie gilt als Vertreterin des Neukeynesianismus.
Sie ist mit dem Ökonomen Jón Steinsson verheiratet, mit dem sie auch veröffentlicht. Emi Nakamura hat zwei Kinder.
2014 bis 2016 war sie Sloan Research Fellow. Sie ist seit 2019 Mitglied der American Academy of Arts and Sciences. 2019 erhielt sie die John Bates Clark Medal und 2014 den Elaine-Bennett-Forschungspreis. Sie ist Research Associate des National Bureau of Economic Research und seit 2018 mit Steinsson Ko-Direktorin von deren Geldwirtschaftsprogramm.
Sie ist Mitherausgeberin (Associate Editor) des American Economic Review (ab 2018) und war 2016/17 Mitherausgeberin von Economica, von 2015 bis 2017 des Journal of Economic Perspectives, 2014 bis 2017 des Quarterly Journal of Economics und 2014 bis 2017 auswärtige Herausgeberin (Foreign Editor) des Review of Economic Studies. Außer der US-amerikanischen hat sie die kanadische Staatsbürgerschaft.

## Schriften (Auswahl)
- mit Steinsson: Five Facts About Prices: A Reevaluation of Menu Cost Models, Quarterly Journal of Economics, Band 123, 2008, S. 1415–1464
- mit Steinsson: Price Rigidity: Microeconomic Evidence and Macroeconomic Implications, Annual Review of Economics, Band 5, 2013, S. 133–163
- mit Steinsson: Fiscal Stimulus in a Monetary Union: Evidence from U.S. Regions, American Economic Review, Band 104, 2014, S. 753–792
- mit A. McKay, Steinsson: The Power of Forward Guidance Revisited, American Economic Review, Band 106, 2016, S. 3133–3158
- mit Steinsson: Identification in Macroeconomics, Journal of Economic Perspectives, Band 32, 2018, S.  59–86.
- mit Steinsson, Patrick Sun, Daniel Villar: The Elusive Costs of Inflation: Price Dispersion during the U.S. Great Inflation, Quarterly Journal of Economics, Band 133, 2018, S. 1933–1980